# Casmara subagronoma
Casmara subagronoma is een vlinder uit de familie van de sikkelmotten (Oecophoridae). De wetenschappelijke naam van de soort werd voor het eerst geldig gepubliceerd in 2013 door Alexandr L. Lvovsky.

## Type
- holotype: "male. 1-4.V.2009. leg. S. Nedoshivina. genitalia slide no. 17603"
- instituut: RAS, St. Petersburg, Rusland
- typelocatie: "Vietnam, North Vietnam, Vinh Phuc Province, Ngoc Thanh Vill., Me Linh Biostation, 60 m, 21°23' N, 105°43' E"